# إليزابيث البالاتيناتية
إليزابيث البالاتيناتية (26 ديسمبر 1618 - 11 فبراير 1680)، والمعروفة أيضًا باسم إليزابيث من بوهيميا، أو إليزابيث أميرة بالاتينات، أو أميرة دير هرفورد، كانت الابنة الكبرى لفريدريك الخامس، ناخب بالاتينات (الذي خدم لفترة وجيزة كملك على بوهيميا)، وإليزابيث ستيوارت. كانت إليزابيث البالاتيناتية فيلسوفة اشتهرت بمراسلاتها مع رينيه ديكارت. انتقدت الميتافيزيقا الخاصة بثنائية العقل والجسد لديكارت، واستشرف عملها الجانب الميتافيزيقي الذي سيشغل الفلاسفة اللاحقين.

## حياتها
وُلدت إليزابيث سيمرن البالاتيناتية في 26 ديسمبر 1618 في هايدلبرغ. كانت الثالثة من بين ثلاثة عشر طفلًا والابنة الكبرى لفريدريك الخامس، ناخب بالاتينات، وإليزابيث ستيوارت، ابنة جيمس السادس ملك اسكتلندا، وهو نفسه جيمس الأول ملك إنجلترا، وأخت تشارلز الأول.
يظل شطر كبير من حياة إليزابيث المبكرة خارج علاقاتها العائلية غير معروف. نُفي والدا إليزابيث إلى هولندا، بعد فترة حكم قصيرة وغير ناجحة في بوهيميا، عام 1620. أقامت إليزابيث مع جدتها لويز جوليانا من ناسو في هايدلبرغ قبل أن تنتقل إلى هولندا في سن التاسعة.
شمل تعليم إليزابيث ضروبًا كثيرة، إذ درست الفلسفة وعلم الفلك والرياضيات والفقه والتاريخ واللغات الحديثة والكلاسيكية. أطلق عليها إخوتها لقب «اليونانية» بناءً على مهارتها في اللغة القديمة.
كما درست إليزابيث الفنون الجميلة كالرسم والموسيقى والرقص. ربما تلقت تعليمها على يد كونستانتين هويجينس.
عرض فواديسواف الرابع فاسا، ملك بولندا، الزواج على إليزابيث في عام 1633. كان انتفاع البالاتنيين من الزواج ممكنًا، لكن الملك كان كاثوليكيًا، ورفضت إليزابيث ترك عقيدتها البروتستانتية لتسهيل الزواج.
أهداها إدوارد رينولدز عمله أطروحة عن العواطف وقدرات الروح (1640). على الرغم من أن السياق الدقيق للإهداء غير معروف، أشار الإهداء إلى أن إليزابيث قد رأت مسودة العمل.
قرأت إليزابيث في عام 1642، تأملات في الفلسفة الأولى لديكارت.
قتل فيليب، شقيق إليزابيث، رجلًا في مبارزة في عام 1646. أُرسلت إليزابيث إلى عائلتها في ألمانيا حيث حاولت إثارة اهتمام الأساتذة بأعمال ديكارت.
دخلت إليزابيث الدير اللوثري في هرفورد في عام 1660، وأصبحت في عام 1667 رئيسة الدير. بينما كان الدير لوثريًا، ظلت إليزابيث كالفينية. على الرغم من أن رئيسة الدير السابقة (ابنة عم إليزابيث) كانت أيضًا كالفينية، خلق الاختلاف في الإيمان ارتيابًا مبدأيًا.
ترأست الدير وحكمت المجتمع المحيط الذي يضم 7000 شخص. أصبح الدير في فترة إليزابيث ملجأ يلوذ به الناس هربًا من الاضطهاد الديني ورحّبت بالمزيد من الطوائف الدينية الهامشية، كاللاباديين. عندما سُجن ديفيد والد روبرت باركلي، تدخلت إليزابيث وساعدت في إطلاق سراحه.
توفيت إليزابيث في 12 فبراير 1680، ودُفنت في كنيسة دير هرفورد.

## المراسلات
تبادلت إليزابيث المراسلات، خلال سنوات الشباب، مع العديد من المثقفين ذائعي الصيت في عصرها.
أنشأت إليزابيث تواصلًا مع آنا ماريا فان شورمان بحلول عام 1639، وهي امرأة متعلمة لُقبت بمينيرفا الهولندية. عرضت فان شورمان على إليزابيث في رسالة مبكرة، إرشادات حول الموضوعات التي يجب دراستها، مجادلة بفائدة التاريخ.
بدأت مراسلات إليزابيث مع ديكارت عام 1643 واستمرت حتى وفاته في أوائل عام 1650. أصبح ديكارت معلمها في الفلسفة والأخلاق بناءً على طلبها، وأهداها في عام 1644 كتابه مبادئ الفلسفة. احترم ديكارت عقل إليزابيث بشدة وثمّن المراسلات بينهما.
نُشرت العديد من رسائل ديكارت إلى إليزابيث في مجلدات مراسلاته التي حرّرها كلود كليرسيلير، لكن رفضت إليزابيث نشر الرسائل من جانبها. نشر لويس ألكسندر فوشيه دي كاريل مراسلات إليزابيث لأول مرة في عام 1879، بعد أن نبهه بائع الكتب القديمة، فريدريك مولر، لوجودها وكان الأخير قد وجد حزمة من الرسائل في روزندال.
راسلت إليزابيث أيضًا عددًا من الكويكرز البارزين، كروبرت باركلي ووليام بن.
يزخر السجل الإنجليزي لوثائق الدولة برسائل من إليزابيث وإليها حول المسائل المالية والسياسية.